# Пам'ятник Миколі Яковченку (Київ)

Пам'ятник Миколі Яковченку в Прилуках

Пам'ятник Миколі Яковченку в Києві — пам'ятник українському актору Миколі Федоровичу Яковченку у сквері біля Національного драматичного театру імені Івана Франка (пл. Івана Франка, 3). Встановлений у 2000 році до 100-річчя з дня народження актора. Автори — скульптори Володимир Чепелик, Олексій Чепелик, архітектор Володимир Скульський.
Микола Яковченко з 1927 року працював у Національному академічному драматичному театрі імені Івана Франка, а також мешкав поряд — на вул. Ольгинській, 2/1.

## Опис
На бронзовій лаві, встановленій замість однієї з дерев'яних лав у сквері, «посаджена» бронзова постать актора; біля його ніг стоїть його песик Фан-Фан, також виготовлений з бронзи. За стилістикою пам'ятник тяжіє до гіперреалізму — напрямку поширеному в США і на Заході з другої половини 1960-х рр. Загальна висота пам'ятника становить 1,6 м.
Мистецтвознавець Марина Протас дає пам'ятнику наступну характеристику:
|  | Підкреслена буденність події — артист, прогулюючи свого улюбленця, відпочиває у скверику на лаві — втілена гранично простими й лаконічними засобами вираження, що наближаються до антипластичної муляжності. Проте завдяки цьому між глядачем і героєм зникає будь-яка межа, твір органічно функціонує у міському середовищі і справляє на нього певний естетичний вплив. Підкреслена увага до найдрібніших деталей вбрання, включно з ґудзиками й босоніжками-«крабами», характерність пози й виразу обличчя популярного актора, природність розміщення скульптури у просторі надає їй життєвої переконливості і й привабливості. Артист зображений у жанровій ситуації і саме таким, яким він був, яким його знали і бачили кияни, друзі-актори, письменники й художники. |

## Пам'ятник Яковченку в Прилуках
У рідному місті Миколи Яковченка Прилуки Чернігівської області 17 травня 2008 року був відкритий пам'ятник актору, майже тотожний київському (скульптори Володимир та Олексій Чепелики). Одночасно із пам'ятником було відкрито нову Театральну площу. 